# Hotel Saski w Poznaniu
Hotel Saski – najstarszy istniejący obiekt hotelowy w Poznaniu, zlokalizowany w południowej części Starego Miasta, przy ul. Wrocławskiej 25. Obecnie nie pełni już pierwotnej funkcji.

## Historia
Budynek związany z dawnym klasztorem jezuitów – była to zakonna drukarnia. Po kasacie zakonu obiekt nabył Józef Malczewski (kasztelan rogoziński) i rozpoczął działalność gościnną. Prowadził m.in. piwiarnię i mielcuch. W 1797, po zburzeniu obwarowań Bramy Wrocławskiej, rozbudowano założenie o reprezentacyjny budynek od ul. Wrocławskiej, później jeszcze nadbudowany. W 1801 dodano oficynę. Wewnątrz istniała efektowna Sala Redutowa (9x20 m), w której odbywały się ważne dla miasta uroczystości – koncerty i zjazdy organizacji społecznych. W latach 30. XIX wieku był to najlepszy hotel w Poznaniu, do czego przyczynił się m.in. hotelarz Karol Schtegelin. W połowie XIX wieku utracił funkcję gościnną i został zaadaptowany na mieszkania prywatne. Wystrój fasady częściowo zmieniono – wniesiono m.in. elementy sztukatorskie właściwe dla neobaroku. Bryła pozostała jednak klasycystyczna. Z tyłu, w gmach wkomponowane są stare mury miejskie Poznania.
Hotel był miejscem intensywnych spotkań biznesowych Polaków i Niemców, za czasów księcia Antoniego Henryka Radziwiłła. Trwało to do lat 20. XIX wieku, potem stosunki popsuły się po powstaniu listopadowym i powstaniu z 1848.

## Osoby związane z hotelem
- Napoleon Bonaparte – 11 grudnia 1806 podpisał w Sali Redutowej hotelu układ z elektorem saskim Fryderykiem Augustem[2]. Układ ten podnosił Księstwo Saksonii do godności królestwa. Był to pierwszy w dziejach Polski przypadek, że na jej terytorium zapadła decyzja o powołaniu obcego królestwa[3]. Na pamiątkę tego wydarzenia hotel został nazwany Hotelem Saskim. W maju 1812 nocował w nim podczas kampanii rosyjskiej,
- Wojciech Bogusławski – w 1807 dawał przedstawienia w Sali Redutowej (w podwórzu), którą znacząco przeorganizował pod kątem potrzeb teatralnych, dekoracje wypożyczając z prywatnego teatru Mycielskich w Kobylempolu[4],
- Gabriela Zapolska – w 1887 dawała przedstawienia w tej samej sali[5].

Na elewacji znajduje się tablica z piaskowca upamiętniająca funkcję hotelu, wizytę Napoleona oraz koncerty Wojciecha Bogusławskiego.
Marceli Motty tak opisywał obiekt w swoich Przechadzkach po mieście: Między dwudziestym, a trzydziestym rokiem uchodził hotel ów Langnera, czyli Hotel Saski, za główny dom zajezdny w Poznaniu; na św. Jan osobliwie i w karnawał roiło się tu od obywatelstwa wiejskiego, zwłaszcza że jak ci już dawniej wspomniałem, w owych czasach dla dogodnego pomieszczenia przyjezdnych zbytków nie było. Prócz tego wystawiona w podwórzu hotelowym, po lewej stronie od wejścia, sala przez wiele lat największa w mieście, chociaż bardzo niedogodna i niepokaźna, ściągała wyższą publiczność na bale składkowe, reduty i wspólne uczty.